# Saint-Louis-de-Montferrand
Saint-Louis-de-Montferrand é uma comuna francesa na região administrativa da Nova Aquitânia, no departamento da Gironda. Estende-se por uma área de 10,83 km². Em 2010 a comuna tinha 2 164 habitantes (densidade: 199,8 hab./km²).